# اووه پوتک
اووه پوتک (آلمانی: Uwe Potteck؛ زادهٔ ۱ مهٔ ۱۹۵۵) تیرانداز اهل آلمان شرقی بود.
وی در مسابقات کشوری و بین‌المللی در مجموع برندهٔ ۱ مدال طلا شده‌است.